# Martin Kreeb (Archäologe)
Martin Kreeb, griechisch Μάρτιν Κρέεμπ, (* 26. März 1949 in Stuttgart) ist ein deutscher Klassischer Archäologe.

## Leben
Nach dem Besuch des Gymnasiums in Heilbronn und München studierte Martin Kreeb ab dem Wintersemester 1968/1969 an den Universitäten München und Athen Klassische Archäologie und Klassische Philologie. Er schloss 1974 mit dem Magister in Klassischer Philologie bei Max Treu ab, 1980 wurde er in Klassischer Archäologie bei Paul Zanker promoviert. Für 1980/81 erhielt er das Reisestipendium des Deutschen Archäologischen Instituts. Von 1982 bis 1983 war er wissenschaftliche Hilfskraft für die Bibliographie der Byzantinischen Zeitschrift an der Abteilung Rom des Deutschen Archäologischen Instituts. Von 1984 bis 1986 war er Gastdozent an der Universität Athen mit einem Feodor-Lynen-Stipendium der Alexander-von-Humboldt-Stiftung. 1987 war er für den Acropolis Monuments Maintenance Service (YSMA) tätig, 1988 erneut für die Bibliographie der Byzantinischen Zeitschrift in Rom. Von Januar 1989 bis Dezember 1991 war er Referent für Allgemeines an der Abteilung Rom des Deutschen Archäologischen Instituts, von Dezember 1991 bis August 2007 wissenschaftlicher Rat an der Abteilung Athen des Deutschen Archäologischen Instituts und dort für die Redaktion zuständig. Von August 2007 bis zu seinem Ruhestand im August 2016 war er als Assistant bzw. Associate Professor für die Archäologie des antiken Theaters an der Abteilung für Theaterwissenschaften der Universität Patras tätig.

## Veröffentlichungen (Auswahl)
- Untersuchungen zur figürlichen Ausstattung delischer Privathäuser. Ares, Chicago 1988 (Dissertation).